# دائرة أولاد عطية
دائرة أولاد عطية إحدى دوائر ولاية سكيكدة. 
مقرها ولاد عطية. 
تبلغ مساحتها 239.04 كم² يقطنها 21580 نسمة (أي بكثافة سكانية تقدر بـ 90 نسمة /كم²). 
وتضم كل من بلديات : 
- أولاد عطية
- خناق مايون
- واد زهور